# Lázaro Cárdenas
För andra betydelser, se Lázaro Cárdenas (olika betydelser).

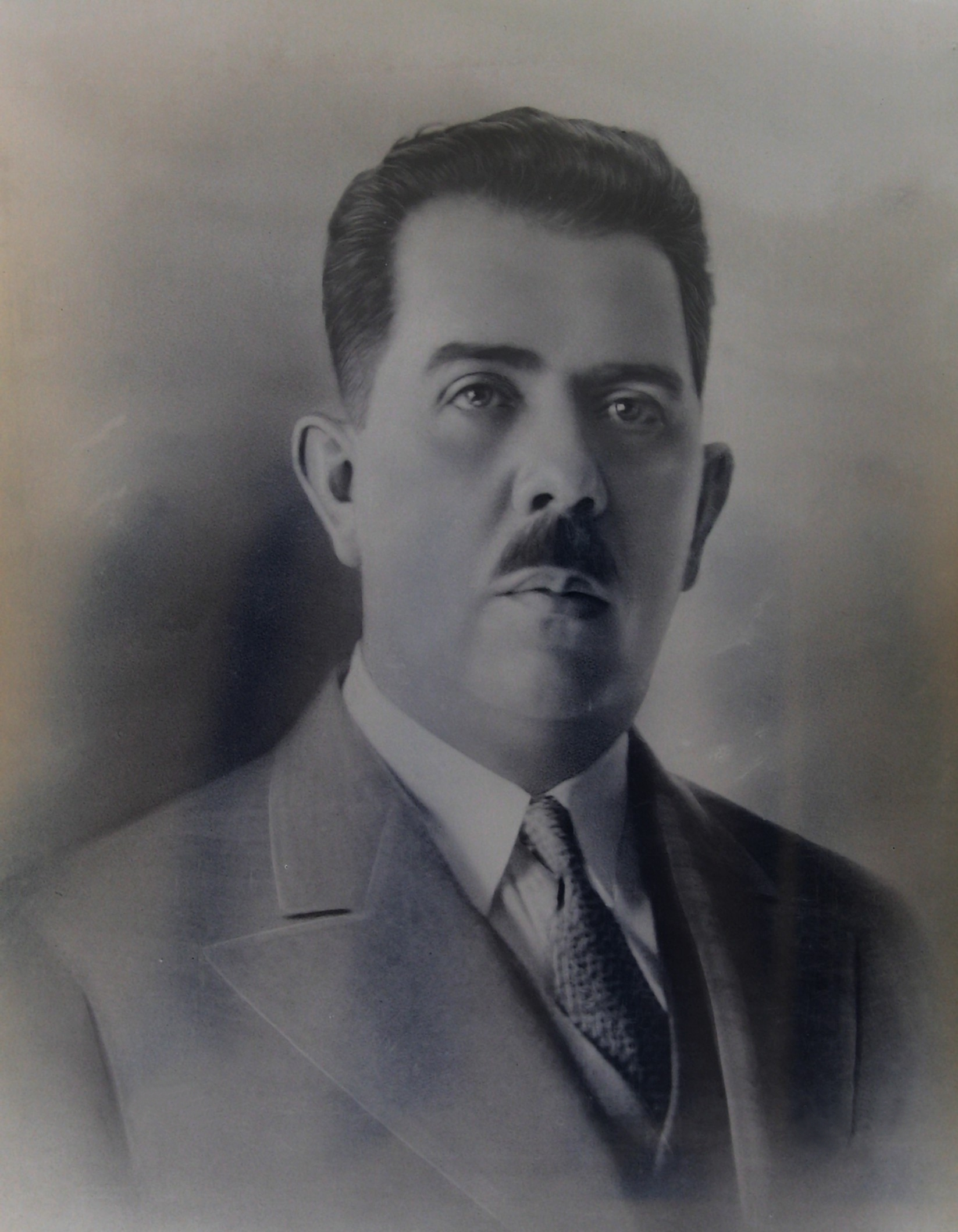
Lázaro Cárdenas del Río, Mexikos president 1934-1940.

Lázaro Cárdenas del Río, född 21 maj 1895 i Jiquilpan i Michoacán, död 19 oktober 1970 i Mexico City, var en mexikansk politiker (Institutionella revolutionspartiet) som var landets president 1934–1940. 
Cárdenas var Mexikos 61:e president och mycket populär som sådan, det var han som strukturerade PRI, genomförde en jordreform med ejidos och nationaliserade mineraltillgångarna, speciellt oljan. Han skapade Petróleos Mexicanos, som numera kallas Pemex.